# Jiz Lee
Jiz Lee, född 30 oktober 1980 i Makawao (Hawaii), är en amerikansk porrskådespelare. Hen anses vara en stor stjärna inom queer porr. Lee är förespråkare för etisk produktion och konsumtion av pornografi och för arbetsrättigheter och sexuell autonomi för underhållare inom sexbranschen.

## Biografi
Lee har verkat som porrskådespelare sedan 2006. Hen har även varit verksam under artistnamnen Gauge, Beau Flex och Vasa och i princip uteslutande framträtt i lesbiska scener. 70 olika inspelningar finns registrerade med Lee, fram till 2021, och bland producenterna och produktionsbolagen finns Erika Lust, kink.com, Pink & White Productions, Trouble Films och Vivid.

### Queer- och transprojekt
Utöver sina pornografiska inspelningar har Jiz Lee medverkat i många andra queer- och transrelaterade projekt. Detta inkluderar den afroamerikanska regissören Cheryl Dunyes queer-romantiska komedi Mommy is Coming, där Lee spelar mot den puertoricanska skådespelaren Papi Coxxx.
Lee hade en återkommande roll som "Pony", en dominatrix för rollfiguren Sarah Pfefferman i serien Transparent. Hen har också dykt upp i Sense8, science fiction-tv-serie skapad av produktionsteamet bakom Lana och Lilly Wachowski. Lee spelade också rollen som två ickebinära siamesiska tvillingar i en video för The Residents scenproduktion av albumet God in Three Persons. Denna hade premiär på Museum of Modern Art på Manhattan i New York, i januari 2020.

### Aktivism
Lee är känd som en förespråkare för sexarbetares rättigheter, och själv beskriver hen sig som en "nöjesaktivist". Hen driver det filantropiska porrexperimentet "Karma Pervs", som syftar till att bilda stödfonder till hjälp åt sexarbetare. Jiz Lee är också en betydande figur inom genren queerpornografi, och anses vara en viktig ickebinär person inom porr. Slutligen anses hen vara en betydande bidragsgivare till feministisk och kvinnoorienterad pornografi. Lee använder dock inte termen "feministisk porr" och har påstått att termen antyder att porr inte kan vara feministisk i sig.
Lees växande popularitet kan delvis tillskrivas den växande mängden produktion av feministisk pornografi och queerpornografi. Dessa pornografia genrer har vuxit avsevärt inom marknadsföring och konsumtion under 2000-talet.
Lee är författare, och hen är redaktör för Coming Out Like a Porn Star, som sammanställer berättelser om skådespelare inom branschen. Boken inspirerades av Lees egen kamp med att "komma ut" till sin familj, vad gäller sin egen identitet som sexarbetare. En recension definierade boken som "en lektion i socialt beteende och fördomar", riktad till människor verksamma inom sexbranschen. Porrforskaren Lynn Comella har beskrivit boken som "ett bevis på kraften i berättande och vikten av att sexarbetare berättar sina historier i sina egna ord." Lee har vid åtskilliga tillfällen författat texter omkring feminism och porr och har kopplats samman med den sexpositiva feminismen.
Jiz Lee har intervjuats i  olika artiklar om feministiska, queer- och transfrågor, särskilt relaterat till queerpornografi. Lee har talat vid akademiska institutioner, som Stanford University och University of California, Berkeley, om queer sexualitet och dess individers erfarenheter av porr. I många sammanhang har Lee, i sina offentliga uttalanden, specifikt tagit upp vikten av att använda könsneutrala pronomen.

### Privatliv
Jiz Lee har en examen från Mills College.
Lee fick rollen som kvinna vid födseln, är ickebinär och använder de könsneutrala pronomen they/them (motsvarande svenska hen).